# Puivert
Puivert – miejscowość i gmina we Francji, w regionie Oksytania, w departamencie Aude.
Według danych na rok 1990 gminę zamieszkiwało 467 osób, a gęstość zaludnienia wynosiła 11 osób/km² (wśród 1545 gmin Langwedocji-Roussillon Puivert plasuje się na 532. miejscu pod względem liczby ludności, natomiast pod względem powierzchni na miejscu 86.).

## Zabytki
Zabytki w miejscowości posiadające status Monument historique:
- zamek w Puivert (château de Puivert)-największa oksydalizacja XIX w.